# Бабиничи (Гродненская область)
Бабиничи (бел. Бабы́нічы) — деревня в Сеньковщинском сельсовете Слонимского района Гродненской области Беларуси.

## Административное устройство
До 8 января 2023 года входила в состав Василевичского сельсовета. В связи с объединением Василевичского и Сеньковщинского сельсоветов включена в состав Сеньковщинского сельсовета.

## История
Здешние места связаны с деятельностью таких отважных земляков, как непримиримый повстанец Антон Бронский, борец с крепостничеством Федор Бартошин, герой битвы под Млавой Роман Керсновский (1901—1939 гг.) и знаменитый уроженец деревни — «тень Сталина», генерал-лейтенант Николай Власик (1896—1967 гг.).

## Культура
- Бабиничский сельский Дом культуры

## Достопримечательность
- Церковь